# Prjevalski (film)
Pour plus de détails, voir Fiche technique et Distribution.
Prjevalski (Пржевальский) est un film soviétique réalisé par Sergueï Ioutkevitch, sorti en 1951. Il retrace la vie du naturaliste Nikolaï Prjevalski.

## Fiche technique
- Titre : Prjevalski
- Réalisation : Sergueï Ioutkevitch
- Scénario : Vladimir Schweizer, Alekseï Spechnev
- Photographie : Evgeni Andrikanis
- Musique : Gueorgui Sviridov
- Son :  Viktor Zorine
- Direction artistique : Guennadi Miasnikov, Mikhail Bogdanov
- Production : Mosfilm
- Format : mono - couleur
- Pays : URSS
- Genre : drame
- Durée : 115 minutes
- Sortie : 26 février 1952

## Distribution
- Sergueï Papov : Nikolaï Prjevalski
- Vsevolod Larionov : Vsevolod Roborovski
- Boris Tenine : cosaque Egorov
- Gueorgui Slabiniak : Panteleï Telechov
- Nikolaï Komissarov : Piotr Semionov-Tian-Chanski
- Vladimir Vsevolodov : Nikolaï Severtsov
- Nikolaï Svobodine : Grand-Duc
- Sergueï Martinson : Pr Chatilo
- Vladimir Taskine : Benjamin Disraeli
- Sergueï Tseninr : ambassadeur de Russie